# Czesław Trojanowski
Czesław Trojanowski, po wojnie James Czesław Troyanowski ps. Litwos, Elf, vel Karol Grodecki, vel Adam Grodzicki, vel Karol Litewski (ur. 24 października?/6 listopada 1914 w Pińsku, zm. 7 sierpnia 1985 w Albuquerque, USA) – kapitan Polskich Sił Zbrojnych oraz Armii Krajowej, więzień NKWD, sowieckich łagrów, uczestnik Powstania Warszawskiego, cichociemny, kawaler Orderu Virtuti Militari. Znajomość języków: rosyjski. Zwykły Znak Spadochronowy nr 3168, Bojowy Znak Spadochronowy nr 2003.

## Życiorys
Uczył się w gimnazjum w Pińsku, po jego ukończeniu w 1935 zdał egzamin dojrzałości. Od września 1935 uczestnik dywizyjnego kursu Szkoły Podchorążych Rezerwy Piechoty przy 30 Poleskiej Dywizji Piechoty w Brześciu. Od 1936 podjął studia na Wydziale Matematyczno-Przyrodniczym Uniwersytetu Józefa Piłsudskiego w Warszawie. Działał w Towarzystwie Rozwoju Ziem Wschodnich, w latach 1938 – 1939 instruktor Legii Akademickiej.
W kampanii wrześniowej 1939 zmobilizowany jako podchorąży, przydzielony jako dowódca 3 plutonu 1 kompanii 84 Pułku Strzelców Poleskich 30 Poleskiej Dywizji Piechoty, w składzie Grupy Operacyjnej „Piotrków”, Armia „Łódź”. Awansowany na stopień podporucznika ze starszeństwem od 1 września 1939. Walczył w obronie Modlina, po kapitulacji od 29 września w niemieckiej niewoli. 24 października uciekł, dotarł  do rodzinnego Pińska, okupowanego przez Sowietów. Pracował jako kreślarz, działał w konspiracji niepodległościowej. 19 czerwca 1941 aresztowany przez NKWD, zesłany wraz z rodziną w głąb ZSRR. Podczas zesłania zmarł mu ojciec. Od 21 czerwca 1941 więziony w Pińsku, następnie w Kirowie.
Po układzie Sikorski–Majski 10 września 1941 zwolniony, 11 listopada 1941 wstąpił do Armii Andersa, przydzielony jako dowódca plutonu 3 kompanii 17 Pułku Piechoty 6 Lwowskiej Dywizji Piechoty. Po ewakuacji armii do Iranu od 1 września 1942 przydzielony do 2 kompanii 17 Pułku Piechoty. Od 10 listopada 1942 przydzielony do 17 Batalionu Strzelców, od 15 grudnia w punkcie zbornym lotnictwa w Chanakin. Od 4 stycznia 1943 przydzielony do Ośrodka Zapasowego Artylerii.
Zgłosił się do służby w Kraju. Przeszkolony ze specjalnością w dywersji na kursach specjalnych dla kandydatów na cichociemnych, m.in. STS 33, STS 7, propagandy, kierowców (Centrum Wyszkolenia Pancernego i Technicznego), spadochronowym, walki konspiracyjnej, odprawowym (STS 43, Audley End), i in.  
19 maja 1943 dotarł do Wielkiej Brytanii, od 29 maja przydzielony do Sekcji Dyspozycyjnej Oddziału VI (Specjalnego) Sztabu Naczelnego Wodza, awansowany na stopień porucznika ze starszeństwem od 10 października 1943. Zaprzysiężony na rotę ZWZ/AK 15 grudnia 1943 w Chicheley przez szefa Oddziału VI, w kwietniu 1944 przerzucony na stację wyczekiwania Głównej Bazy Przerzutowej w Latiano nieopodal Brindisi we Włoszech. 
Skoczył ze spadochronem do okupowanej Polski w nocy 4/5 maja 1944,  w sezonie operacyjnym „Riposta”, w operacji lotniczej „Weller 17", dowodzonej przez kpt. naw. Edwarda Bohdanowicza, z samolotu Halifax JP-177 „P” (1586 Eskadra PAF)  na placówkę odbiorczą „Mewa 1” 222 (kryptonim polski, brytyjskie oznaczenie numerowe pinpoints), w okolicach miejscowości Dalechowice, 15 km na południe od Skalbmierza. Razem z nim skoczyli: por. Tadeusz Stanisław Jaworski ps. Bławat, ppor. Zdzisław Luszowicz ps. Szakal, por. Antoni Nosek ps. Kajtuś, por. Cezary Nowodworski ps. Głóg, por. Mieczysław Szczepański ps. Dębina.
Po skoku instruktor dywersji w Inspektoracie Rejonowym Mielec AK, od 7 czerwca 1944 w Warszawie. 
W Powstaniu Warszawskim od 1 do 7 sierpnia w grupie ppor. Zygmunta Podbielskiego ps. Podbipięta, w rejonie ul. Marszałkowskiej i Śniadeckich, uczestniczył m.in. w zdobyciu szpitala przy ul. Śniadeckich 17. Po 7 sierpnia 1944 jako dowódca grupy technicznej Batalionu Sokół na Pododcinku „Sokół”, Odcinek „Sarna” (Śródmieście Południe), produkował z niewypałów granaty oraz butelki zapalające. We wrześniu 1944 w nocnym wypadzie na gmach Banku Gospodarstwa Krajowego uszkodził niemiecką sieć łączności telefonicznej oraz zasypał niemiecki rów łącznikowy pomiędzy gmachem BGK a budynkiem Muzeum Narodowego. W kolejnym wypadzie na gmach BGK unieszkodliwił niemieckie stanowisko ogniowe, wrzucając granaty przez otwory strzelnicze.
8 września został ciężko ranny w lewe ramię (ze skomplikowanym złamaniem kości), wskutek postrzału ekrazytówką (pociskiem dum-dum), przy barykadzie przy wylocie z Placu Trzech Krzyży w kierunku Nowego Światu. Do 11 września był leczony w szpitalu przy ul. Mokotowskiej 55. Odznaczony Virtuti Militari. Od 3 października wraz ze szpitalem w niewoli niemieckiej, w szpitalu  Stalagu IV B w Zeithain. Uwolniony 23 kwietnia 1945 przez wojska sowieckie.
Wraz z przyszłą żoną uciekł przez rzekę Muldę, przedostali się do strefy amerykańskiej, następnie do angielskiej. Do 15 lipca 1945 w polskim obozie w Northeim, następnie w 8 Batalionie Strzelców 1 Dywizji Pancernej. 6 sierpnia 1945 wyruszył w drogę do Wielkiej Brytanii, w Holandii w wypadku samochodowym złamał rękę i żebra, leczony w szpitalach w Nijmegen, Gandawie i Brukseli. 15 września 1945 zameldował się w Oddziale VI (Specjalnym) Sztabu Naczelnego Wodza w Londynie. Wstąpił do Polskich Sił Zbrojnych pod dowództwem brytyjskim. 13 grudnia postrzelony podczas polowania, leczony m.in. w brytyjskim szpitalu w Munster.
Od 4 kwietnia 1947 w 8 Batalionie Strzelców Brabanckich 3 Brygady Strzelców, w Grupie Wojsk Wsparcia 1 Dywizji Pancernej. Od 6 czerwca 1947 w jednostce gospodarczej nr 1 w Emden, wraz z żoną w obozie rodzin wojskowych w Leer. Od 4 września dowódca transportu z Europy do Wielkiej Brytanii, od 14 października przydzielony do 51 ośrodka dla oficerów. Od 7 stycznia 1948 w PKPR, ukończył kurs technika dentystycznego, podjął pracę u dentysty w Londynie. 2 sierpnia 1949 zdemobilizowany, podjął pracę przy wielkim piecu w fabryce emalii.
W 1951 wraz z rodziną statkiem „Queen Elisabeth” wyruszył do Stanów Zjednoczonych, zamieszkał w South River (New Jersey) pracował jako brakarz w fabryce telewizorów, później przy budowie lotniska Newark, następnie jako kreślarz w Midland Steel Company, później w firmie John Waldron w New Brunswick (New Jersey). W 1981, po przejściu na emeryturę zamieszkał wraz z żoną u syna w Albuquerque, w 1985 przeprowadził się w pobliskie góry w Sandia Park.
Działał w londyńskim Kole Cichociemnych, w 1978 wybrany prezesem Delegatury AK na stany wschodnie USA. Jako James C. Troyanowski opublikował swoje fabularyzowane wspomnienia w książce pt. In the Coils of a Red Python (Albuquerque, 1982). Pisał również do Nowego Dziennika oraz do kanadyjskiego tygodnika Czas (Winnipeg). Zmarł 7 sierpnia 1985 w Albuquerque (Nowy Meksyk, USA).

## Awanse
- podporucznik – ze starszeństwem od 1 września 1939
- porucznik – ze starszeństwem od 10 października 1943
- kapitan – 2 października 1944

## Ordery i odznaczenia
- Krzyż Srebrny Orderu Virtuti Militari – 2 października 1944
- Krzyż Walecznych – dwukrotnie.

## Życie rodzinne
Był synem Bolesława, inżyniera stoczni w Pińsku, i Janiny z domu Giecołt. W 1945 ożenił się z Janiną Grzybowską (1922–1996), z którą miał dwoje dzieci: Wandę (ur. 1946), zamężną Mohr, i Richarda (ur. 1951). 
Podczas zesłania w głąb Rosji zmarł Mu ojciec, po ewakuacji do Teheranu zmarła z wycieńczenia matka.